# Karun Gurung
Karun Gurung  là một cầu thủ bóng đá và cầu thủ bóng đá trong nhà người Bhutan, hiện tại thi đấu cho Úcn Perth AFC futsal club. Anh ra mắt lần đầu cho Đội tuyển bóng đá quốc gia Bhutan năm 2009.